# Lisa Collins
Lisa Collins (ur. 1968 w Australii) – australijska aktorka filmowa i telewizyjna.
W wieku 11 lat pojawiła się po raz pierwszy na ekranie jako cheerleaderka w ekranizacji powieści Pata Conroya Wielki Santini (The Great Santini, 1979) u boku Roberta Duvalla, Blythe Danner i Michaela O’Keefe. Dziesięć lat potem, 2 kwietnia 1989 r. wyszła za mąż za aktora Billy’ego Zane’a, z którym grała w komedii Ahoj dziewczyny (Going Overboard, 1989), thrillerze Martwa cisza (Dead Calm, 1989), westernie Tombstone (1993) jako Louisa, żona Morgana Earpa (Bill Paxton), Ekspert (The Set-Up, 1995) i Niebezpieczna strefa (Danger Zone, 1996). Jednak 8 grudnia 1995 r. Collins i Zane rozwiedli się.

## Filmografia
- 1979: Wielki Santini (The Great Santini) jako Cheerleaderka
- 1989: Ahoj dziewczyny (Going Overboard) jako dziewczyna odbywająca rejs ‘Orfeuszem’
- 1989: Martwa cisza (Dead Calm) jako Ellen
- 1992: Sinatra (TV) jako Starlet
- 1993: Tombstone jako Louisa Earp
- 1994: Głęboka czerwień (Deep Red) jako pani Rickman
- 1994: Przygody Brisco County Juniora (The Adventures of Brisco County Jr.) jako Emma Steed
- 1994: Pajęczyna kłamstw (Web of Deception, TV) jako Corrie Calvin
- 1995: Ekspert (The Set-Up) jako Elizabeth
- 1996: Niebezpieczna strefa (Danger Zone) jako dr Kim Woods
- 1997: Fix jako Kim
- 1998: Cartoon Sushi
- 1999-2000: Zapasy na śmierć i życie (Celebrity Deathmatch) jako głos różnych bohaterów